# Senta Josephthal
Senta Josephthal, auch Senetta Yoseftal (geboren als Senta Punfud am 5. Dezember 1912 in Fürth; gestorben am 26. Juli 2007 in Gal’ed, Israel), war eine israelische Politikerin.

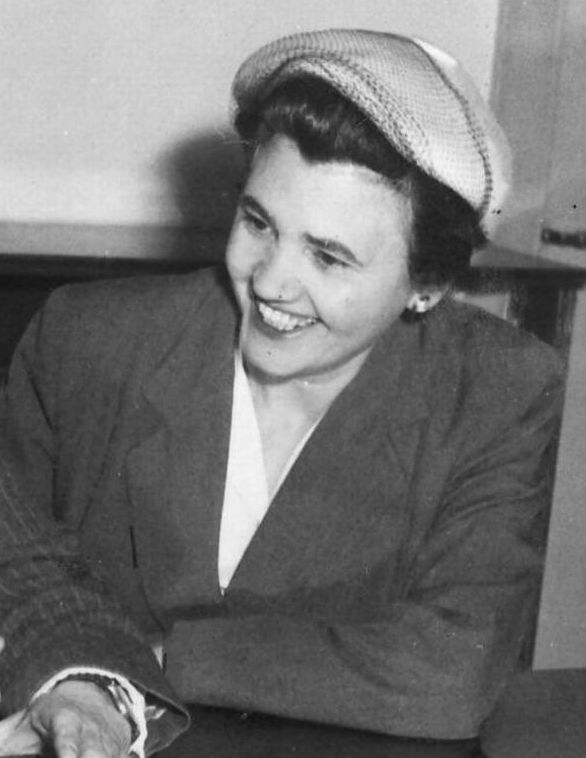
Senetta Yoseftal (um 1960)

## Leben
Senta Punfud war die Tochter eines Fahrradmechanikers und besuchte das Mädchenlyzeum Fürth. Sie begann ein Jurastudium, das sie als Jüdin nach der Machtübergabe an die Nationalsozialisten 1933 aufgeben musste. Sie schloss sich 1933 der zionistischen Jugendorganisation Habonim Dror an und arbeitete ab 1934 bei Hechaluz, die die Auswanderung von jüdischen Jugendlichen nach Palästina organisierte. Ihren Mann Georg Josephthal (1912–1962) lernte sie in Nürnberg kennen. Beide emigrierten 1938 nach Palästina. 1945 gehörte sie zu den Gründern des Kibbuz Gal’ed. Sie war in der Kibbuz-Verwaltung beschäftigt und engagierte sich in der landesweiten Kibbuz-Bewegung und in der Gewerkschaft Histadrut. Sie kümmerte sich um soziale Belange der Neueinwanderer.
Yoseftal kandidierte auf Vorschlag von David Ben-Gurion bei den Parlamentswahlen 1955 als Mitglied der Mapai und wurde in die Knesset gewählt. Als Knessethmitglied reiste sie 1956 nach Frankfurt am Main, wo über die Entschädigungszahlungen an Holocaust-Opfer verhandelt wurde. Nach 14 Monaten trat Josephthal Ende 1956 aus der Knesset aus, da sie sich in ihren Möglichkeiten eingeschränkt sah. Am 1. September 1976 wurde sie als Nachrückerin für den verstorbenen Zvi Guershoni erneut Parlamentsabgeordnete und war Mitglied der Fraktion HaMaʿarach. Wegen deren Stimmenverlusten bei den Wahlen im Sommer 1977 wurde sie aber nicht wiedergewählt.  
Josephthal wurde 2004 mit dem Ben-Gurion-Preis ausgezeichnet. Am Ende ihres Lebens lebte sie wieder im Kibbuz Gal’ed.

## Schriften (Auswahl)
- Erziehungsfragen der mittleren Hachschara. In: Jüdische Wohlfahrtspflege und Sozialpolitik, März 1937, S. 43
- Hechaluz 1918 und 1938. Seine soziale und erzieherische Idee. In: Jüdische Wohlfahrtspflege und Sozialpolitik, August 1938, S. 111